# Moritz Katzenstein
Moritz Katzenstein (ur. 14 sierpnia 1872 w Rotenburg an der Fulda, zm. 23 marca 1932 w Berlinie) – niemiecki chirurg. Od 1913 roku profesor nadzwyczajny na Uniwersytecie w Berlinie. Od 1920 roku kierował II Oddziałem Chirurgicznym Szpitala we Friedrichshain. Jako jeden z pierwszych przeprowadzał operacje naprawcze łąkotek.
Przyjaźnił się z Albertem Einsteinem. Na jego cześć nazwano ulicę w Rotenburgu (Moritz-Katzenstein-Straße).